# José Ruperto Monagas

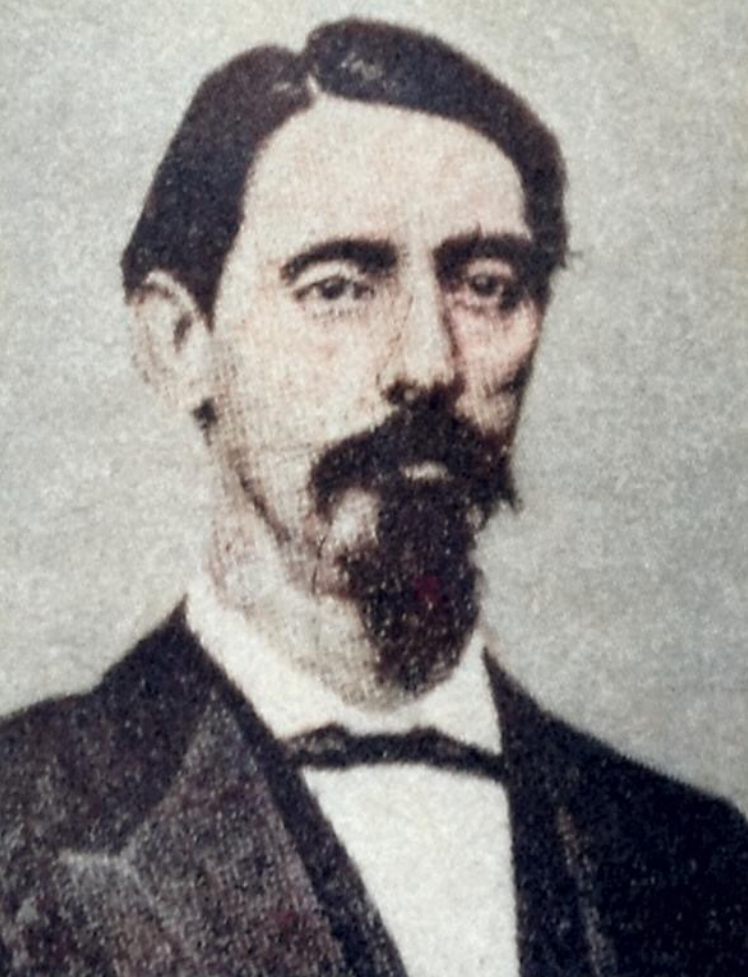
José Ruperto Monagas

José Ruperto Monagas  (n. 1831, Aragua de Barcelona, Venezuela - d. 12 iunie 1880, Aragua de Barcelona, Venezuela) a fost un militar și om politic, președintele Venezuelei în perioada 1869-1870. A fost fiul lui José Tadeo Monagas.